# Mendozavilita-KCa
La mendozavilita-KCa és un mineral de la classe dels sulfats que pertany al grup de la mendozavilita.

## Característiques
La mendozavilita-KCa és un molibdat de fórmula química [K₂(H₂O)15Ca(H₂O)₆][Mo₈P₂Fe3+₃O34(OH)₃]. Va ser aprovada com a espècie vàlida per l'Associació Mineralògica Internacional l'any 2011, sent publicada per primera vegada el 2012. Cristal·litza en el sistema monoclínic. La seva duresa a l'escala de Mohs és 2,5.
Segons la classificació de Nickel-Strunz, la mendozavilita-KCa pertany a «07.GB - Molibdats, wolframats i niobats, amb anions addicionals i/o H₂O» juntament amb els següents minerals: lindgrenita, szenicsita, cuprotungstita, fil·lotungstita, rankachita, ferrimolibdita, anthoinita, mpororoïta, obradovicita-KCu, mendozavilita-NaFe, paramendozavilita i tancaïta-(Ce).

## Formació i jaciments
Va ser descoberta a la mina Chuquicamata, situada al districte de Chuquicamata, a la localitat de Calama, dins la província d'El Loa (Regió d'Antofagasta, Xile), on es troba en forma de cristalls pseudohexagonals de color groc verdós en filons de quars massiu. Aquest indret és l'únic a tot el planeta on ha estat descrita aquesta espècie mineral.